# Giovanni Gerbi
Giovanni Gerbi (Trincere, 20 mei 1885 - Asti, 6 mei 1955) was een Italiaans wielrenner.
Hij was een legendarisch wielerpionier met een hectische carrière die begon in 1902 op 17-jarige leeftijd en definitief eindigde in 1932 toen hij 47 was. Gerbi had er toen al enkele comebacks op zitten, hij was actief in de jaren 1902 tot 1914, 1920, 1926 tot 1928 en in 1932. Zijn bijnaam luidde "il diavolo rosso" (de rode duivel), naar de kleur van zijn tricot.
Gerbi pakte in 1903 zijn eerste grote overwinning in de oudste klassieker van Italië, Milano-Torino. Een jaar later reed hij als eerste Italiaan de Ronde van Frankrijk, hij moest opgeven nadat hij door een boze Franse menigte geblesseerd was geraakt.
In 1905 won hij de eerste editie van de Ronde van Lombardije met een truc, de wegen waren destijds nog niet geasfalteerd en vaak slechter te berijden dan de spoorwegen langs de weg, de renners maakten dan ook gretig gebruik hiervan maar moesten om hier op of af te gaan eerst van de fiets stappen. Gerbi kende het parcours op zijn duimpje en had van tevoren op enkele tactische plaatsen de rails geprepareerd zodat hij zonder afstappen terug de weg kon opschieten. Hij gebruikte deze truc om aan te vallen en zou de ronde winnen met het grootste verschil ooit, ruim 40 minuten.
De man uit een frazione van Asti won tevens de eerste drie edities van "zijn" Ronde van Piëmont. In 1907 kwam hij weer als eerste over de streep in de Ronde van Lombardije maar hij werd echter gedeclasseerd waardoor de Fransman Gustave Garrigou de zege in de schoot geworpen kreeg.
Gerbi ging in de eerste Ronde van Italië in 1909 van start als een van de grote favorieten maar hij ging echter als eerste renner in de historie van deze koers onderuit (nog in de straten van Milaan). Het duurde drie uur voordat hij zijn fiets gerepareerd had en alleen de resterende bijna 400 kilometer naar Bologna kon afleggen. Gerbi zou de rit nog wel uitrijden, maar moest een paar dagen later opgeven. 
De publiekslieveling richtte in 1911 een eigen fietsfabriekje en een eigen wielerploeg op waarmee hij derde werd in de Giro van 1911. Een jaar later werd er slechts een ploegenklassement opgemaakt en de ploeg Gerbi (met Giovanni als kopman) eindigde ook nu als derde.

## Resultaten in voornaamste wedstrijden
| Jaar | Ronde van Italië | Ronde van Frankrijk | Ronde van Spanje |
| ---- | ---------------- | ------------------- | ---------------- |
| 1904 |                  | opgave              |                  |
| 1905 |                  |                     |                  |
| 1906 |                  | opgave              |                  |
| 1907 |                  |                     |                  |
| 1908 |                  | 20e                 |                  |
| 1909 |                  |                     |                  |
| 1911 | ↑                |                     |                  |
| 1912 | ↑                |                     |                  |
| 1913 | opgave           |                     |                  |
| 1914 | opgave           |                     |                  |
| 1920 | opgave           |                     |                  |
| 1926 | opgave           |                     |                  |
| 1932 | opgave           |                     |                  |

| Jaar | Milaan-San Remo | Ronde van Lombardije |
| ---- | --------------- | -------------------- |
| 1904 |                 |                      |
| 1905 |                 | ↑                    |
| 1906 |                 |                      |
| 1907 | ↑               | 37e                  |
| 1908 |                 | ↑                    |
| 1909 | 5e              | 17e                  |
| 1911 |                 |                      |
| 1912 |                 |                      |
| 1913 |                 |                      |
| 1914 |                 |                      |
| 1920 |                 |                      |
| 1926 |                 |                      |
| 1932 |                 |                      |